# 福辽立交桥站
福辽立交桥站是青岛地铁4号线的地铁车站，位于中华人民共和国山东省青岛市市北区辽阳西路与福州北路交叉口西侧，于2022年12月26日开通。

## 车站结构
福辽立交桥站位于辽阳西路与福州北路交叉口西侧，沿辽阳西路设置，呈东西走向，为地下两层岛式站台车站，车站长200米，标准段宽20.9米，车站地下一层为站厅层，地下二层为站台层，站台设置全高站台门。
| 地面              | 出入口 | A、B出入口 |
| 地下一层          | 站厅   | 客服中心、自动售票机、验票机                                                                                        |
| 地下二层          | 站台   | \| \| \| 4号线往人民会堂（错埠岭） \| \| 島式 · 開左邊车门 \| \| \| \| \| \| 4号线往大河东（洪山坡（妇儿医院）） \| |
|                   |        | 4号线往人民会堂（错埠岭）                                                                                           |
| 島式 · 開左邊车门 |        | |
|                   |        | 4号线往大河东（洪山坡（妇儿医院））                                                                                 |

## 出入口
福辽立交桥站共设2个出入口，各出口及周围设施如下所示：
| 编号                | 指示         | 建议前往的目的地       | 图片 |
| ------------------- | ------------ | ---------------------- | ---- |
| A · 出口 · （设有） | 辽阳西路(北) | 富尔玛国际家居博览中心 |      |
| B · 出口            | 辽阳西路(南) | 青岛观音寺             |      |
| 图例： 设有         |              |                        |      |

## 接驳交通

### 公交车
- 错埠岭：4路，19路环行，126路，212路，307路，362路，370路，409路，602路

## 车站历史
本站工程名为福州路站，公示站名为福辽立交站，正式站名为福辽立交桥站，以车站东侧的福辽立交桥命名。
- 2020年12月25日，车站主体结构封顶[5]。
- 2022年12月26日，车站随4号线通车开通[1]。